# Polymer (journal)
Polymer (abrégé en Polymer) est une revue scientifique à comité de lecture. Ce journal publie des articles de recherches originales dans le domaine de la chimie des polymères.
D'après le Journal Citation Reports, le facteur d'impact de ce journal était de 3,573 en 2009. Actuellement, les directeurs de publication sont S. Z. D. Cheng, T. Hashimoto et A. H. E. Müller.

## Histoire
En 2002, le journal incorpore ce titre :
- Computational and Theoretical Polymer Science, 1991-2001  (ISSN 1089-3156)[3]